# Abyssoanthidae
Abyssoanthidae is een familie van neteldieren uit de klasse van de Anthozoa (bloemdieren). 

## Geslacht
- Abyssoanthus Reimer & Fujiwara in Reimer, Sinniger, Fujiwara, Hirano & Maruyama, 2007